# Операція «Тангстен»
Операція «Тангстен» (англ. tungsten — вольфрам) — наліт палубної авіації королівського військово-морського флоту Великої Британії на німецький лінкор «Тірпіц», здійснений 3 квітня 1944 року упродовж Другої світової війни. Основною метою операції ставилось знищення або виведення з ладу лінкора, що знаходився на базі в Норвегії, раніше, ніж він знову прийшов би до ладу після ремонту.
Британське командування побоювалося, що відремонтований лінкор стане загрозою стратегічно важливим арктичним конвоям, які транспортували вантажі в Радянський Союз. Знищення лінкора дозволило б звільнити кілька важких бойових кораблів, що дислокувалися у Північному морі для протидії «Тірпіцу». 30 березня 1944 року, після чотирьох місяців інтенсивної підготовки до операції, британський Домашній Флот попрямував до берегів Норвегії. 3 квітня літаки з п'яти авіаносців завдали удару по кораблю. Британські льотчики зустріли серйозний опір німців. П'ятнадцять авіабомб вразили лінкор, кулеметний вогонь винищувачів завдав важких втрат гарматним розрахунками. Втрати британців склали чотири літаки, дев'ять пілотів загинуло.
Руйнувань, заподіяних «Тірпіцу», виявилося недостатнім для того, щоб цілком знищити корабель або надовго вивести його з ладу. Внаслідок британської атаки 122 німецьких моряків загинуло, а ще 316 — зазнали поранень. Німеччина вирішила відремонтувати корабель, роботи були завершені до середини липня. З квітня по серпень 1944 року Велика Британія здійснила кілька нових нальотів палубної авіації, жоден із яких не увінчався успіхом. Тільки наприкінці 1944 року «Тірпіц» був потоплений важкими бомбардувальниками королівських ВПС.

## Попередні події
«Тірпіц» став справжнім «головним болем» Британського адміралтейства, справивши сильний вплив на всю військово-морську стратегію країни упродовж Другої світової війни. Сам лінкор став до ладу у лютому 1941, наприкінці того ж року його екіпаж закінчив вишкіл. Невдовзі німецьке командування спрямувало корабель з Балтики до берегів Норвегії, присутність якого там дозволяла унеможливити плани антигітлерівської коаліції щодо вторгнення та створювало постійну загрозу для арктичних конвоїв в Радянський Союз. Останні здійснювали доставку значної кількості військового обладнання і різних матеріалів з портів Великої Британії та Ісландії й часто зазнавали нападів з боку німецьких ВПС і ВМФ. «Тірпіц», що прибув до Норвегії в січні 1942 року, з того часу дислокувався в котвицях тамтешніх фіордів. Поки лінкор перебував в боєздатному стані, британцям доводилося тримати напоготові потужне угруповання кораблів Домашнього Флоту для захисту ліній комунікацій та супроводу конвоїв.

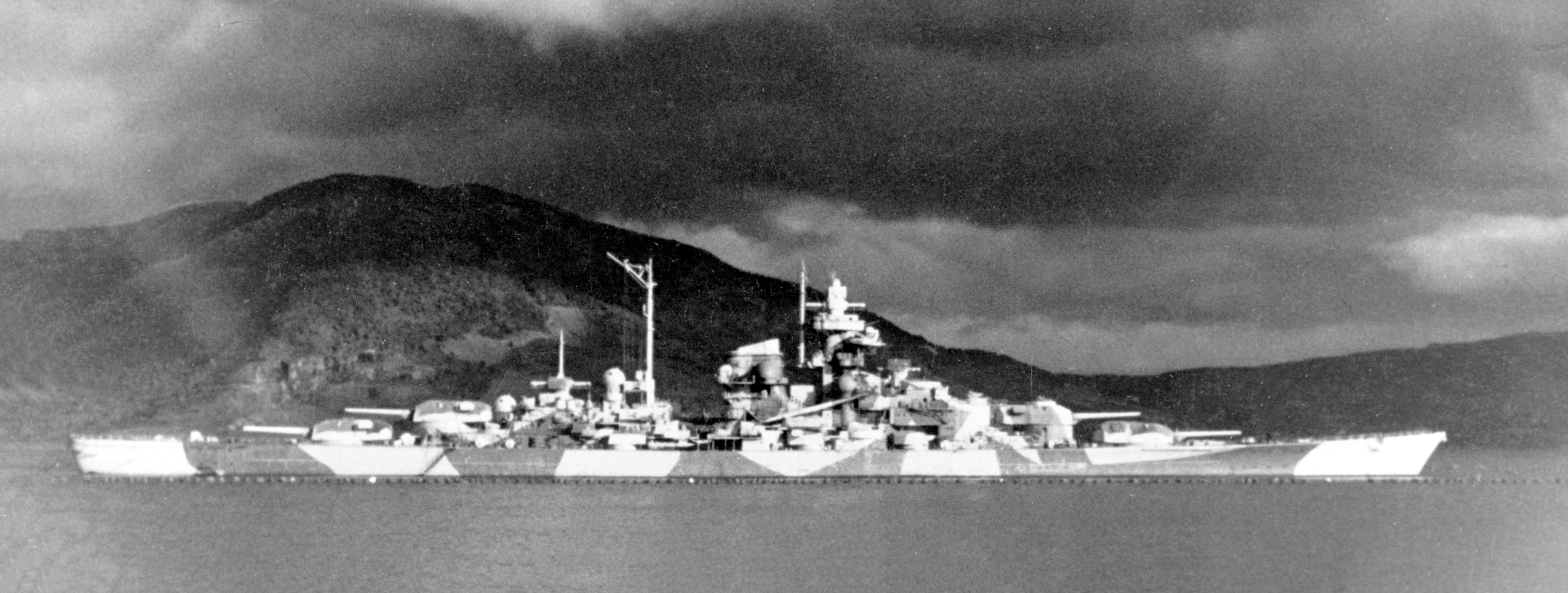
«Тірпіц» біля берегів Норвегії

Протягом 1942—1943 років Велика Британія кількакратно намагалася знищити «Тірпіц». Коли 6 березня 1942 лінкор вийшов на перехоплення конвою PQ-12 зі стратегічними вантажами та військовою технікою зі США, Канади і Сполученого Королівства, авіаносець «HMS Victorious», який належав до ескорту конвою, атакував його за допомогою торпедоносців. Літаки випустили двадцять торпед, але жодна з них не потрапила в ціль. Тоді невдачу списали на недосвідченість пілотів, які не відпрацьовували спільні дії в скоординованій атаці. Бомбардувальники ВПС Великої Британії й СРСР кілька разів вдавалися до нальотів на судно, але з огляду на складність операцій всі вони завершилися безуспішно. 23 вересня 1943 двом карликовим англійським підводним човнам типу X таки вдалося подолати оборону лінкора під час стоянки і розмістити під ним вибухівку. З лівого борту прогриміли два потужні вибухи, які завдали тяжких ушкоджень і вивели корабель з ладу на шість місяців; на дві милі від фіорду розтеклася масляниста пляма. Ціною 9 загиблих і 6 полонених британці досягли вдалого результату. Карл Деніц доповідав фюреру, що навіть капітальний ремонт не дозволить відновити боєздатність «Тірпіца» до минулого рівня.
В командуванні Крігсмаріне усвідомлювали, що транспортування ушкодженого корабля до Німеччини через води, що фактично контролюються супротивником, буде занадто ризикованою справою. Тому його ремонт вирішили проводити на місці силами плавучої майстерні «Ноймарк». Необхідне для ремонту обладнання, матеріали, інструменти й робітники були надіслані з Німеччини, роботи тривали з листопада 1943 по лютий 1944. Не на руку нацистам грали складні погодні умови Арктики, але ворожі нальоти не турбували. Єдиним винятком стала ніч на 11 лютого 1944, коли радянські літаки скинули авіабомби, але ті впали у воду і на береги фіорду. До 17 березня всі відновлювальні роботи над корпусом, озброєнням та у машинному відсіку були завершені, проте залишилося кілька складних другорядних завдань, виконаних до початку квітня. «Тірпіц» залишився єдиним великим надводним кораблем на Півночі: поки той був на ремонті, британська ескадра відправила на морське дно німецький «Шарнхорст» під час битви біля мису Нордкап 26 грудня 1943. Ця перемога дозволила британському ВМФ вивільнити лінкори, залучені раніше для прикриття арктичних морських конвоїв. На зміну їм прийшли протичовнові та зенітні ескортні судна, яких у союзників побільшало. Німецьким підводним човнам у Норвезькому морі все рідше вдавалось втекти від кораблів супроводу, у той час як конвої стали зазнавати менших збитків від ворожих нападів.
Британський уряд і флот знову повернулися до проблеми «Тірпіца» після того, як він став до ладу. Розвідка відстежувала хід ремонтних робіт на лінкорі, використовуючи перехоплення німецьких радіопередач, фотографії з розвідувальних польотів, а також доповіді агентів з норвезького руху опору. Знову виникли побоювання, що корабель атакуватиме морські конвої в Норвезькому морі або Атлантиці. З огляду на цю загрозу довелось відволікти частину військових кораблів, необхідних для підтримки запланованої нормандської операції. Отож, наприкінці 1943 року прийняли рішення продовжити спроби потопити лінкор. Попри занепокоєння союзників, «Тірпіц» становив лише обмежену небезпеку. З кінця 1943 він не міг виходити у море для тренування екіпажу, як через дефіцит палива, так і внаслідок загрози вірогідних нападів британського флоту. Німці були позбавлені й можливості переміщувати судно до інших котвиць в Норвегії, менш доступних для виявлення і знищення.

## Підготовка до операції

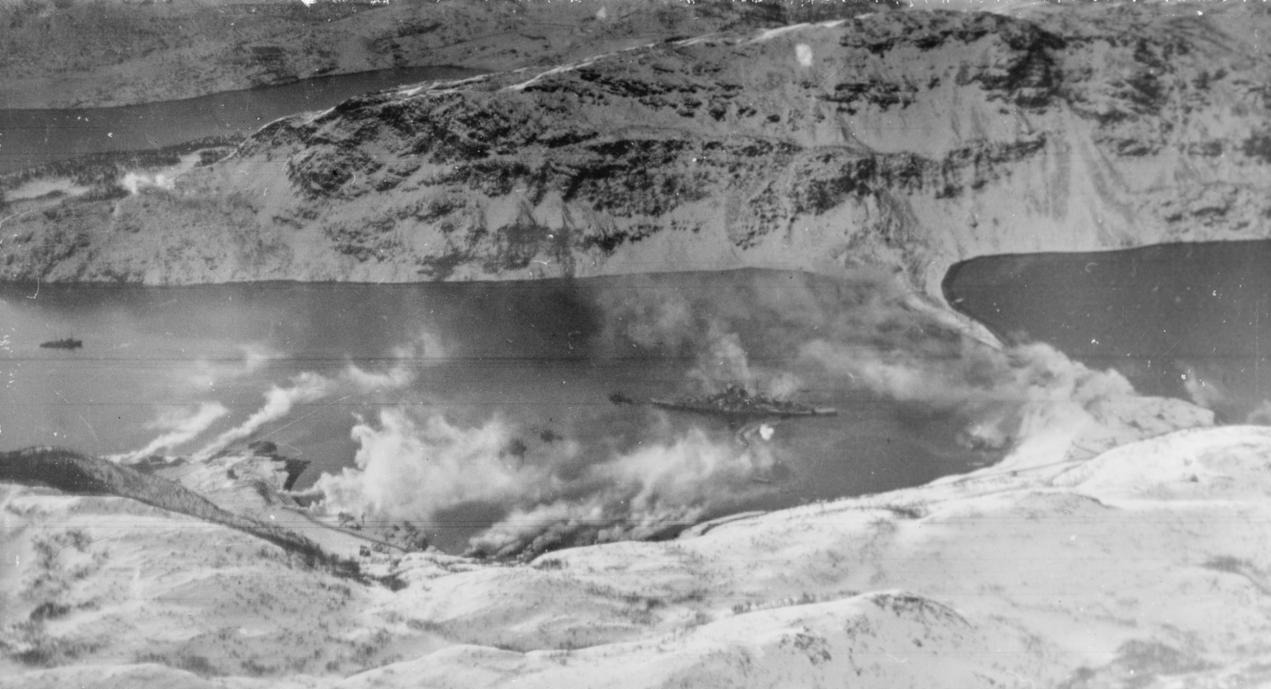
Фотографія «Тірпіца» у затоці Кофьорден, зроблена британською повітряною розвідкою

Вибір способів для атакування «Тірпіца» був обмежений. Повторний напад міні-субмаринами визнали неможливим, оскільки з перехоплених радіопередач й донесень розвідки випливало, що німці значно посилили протичовнову і протидиверсійну оборону лінкора. Посилили і повітряне патрулювання району. Начальник бомбардувального командування королівських ВПС маршал Артур Гарріс відмовився провести наліт важкими бомбардувальниками, оскільки Кофьорден був поза ефективним радіусом дії, а ППО лінкора могла нанести літакам важких втрат. Після того як ці два варіанти відпали, завдання було покладено на авіаносці флоту метрополії. До цього часу флот мав у своєму розпорядженні два важкі авіаносці «HMS Furious» і «HMS Victorious», а також чотири ескортні авіаносці.
Планування операції почалося в грудні 1943 року. Командувач британським флотом метрополії віце-адмірал Брюс Фрезер не був упевнений в успіху і адміралу Ендрю Каннінгему довелося переконати його у зворотному. Фрезер призначив відповідальним за планування і проведення рейду свого заступника віце-адмірала Генрі Мура. Операцію назвали «Трастфул» (англ. Thrustful), проте пізніше перейменували в «Тангстен» (англ. Tungsten). За планом «Тірпіц» повинен був бути атакований в середині березня 1944 року, незадовго до передбачуваного терміну завершення ремонту лінкора. Однак дату довелося перенести на два тижні через затримки, пов'язані з установкою на «Victorious» нових радарів. Крім того, в лютому розглядалося питання про скасування операції, оскільки «HMS Victorious» був необхідний в Індійському океані для дій проти Японії. Як тимчасову заміну ВМС США тимчасово передали східному британському флоту авіаносець «USS Saratoga» і тим самим вивільнили «HMS Victorious» для дій у Північному морі.
Основний план рейду включав дві хвилі атакуючих бомбардувальників «Fairey Barracuda» повітряних сил флоту Великої Британії. Кожна хвиля складалася з 21 атакуючих бомбардувальника і 40 винищувачів супроводу. Палубні винищувачі «Chance Vought F4U Corsair» з авіаносця «HMS Victorious» повинні були забезпечити захист від німецьких літаків, в той час як винищувачі-бомбардувальники «Grumman F4F Wildcat» і винищувачі «Grumman F6F Hellcat» з авіаносця «HMS Furious» і ескортних авіаносців «HMS Emperor», «HMS Pursuer» та «HMS Searcher» повинні були придушити зенітні батареї на березі і на самому лінкорі. Крім цього, літаки з авіаносця «HMS Furious» і ескортного авіаносця «HMS Fencer» повинні були забезпечити протиповітряну і протичовнову оборону британських кораблів. Попередні бомбардування не змогли пробити товсту палубну броню лінкора, тому було вирішено використовувати нові 730-кілограмові бронебійні авіабомби, які повинні були пробити хоча б перший шар броні «Тірпіца» при скиданні з висоти 1100 метрів і вище. Збиток, заподіяний такими бомбами, мав вивести корабель з ладу. Крім того, дев'ять «барракуд» оснастили 1600-фунтовими бомбами, а ще 22 машини несли по три 500-фунтових напівбронебійних бомби, здатних вразити легкоброньовані верхні палуби при скиданні з висоти 2000 футів (610 м). Решта десять «барракуд» озброїли 600-фунтовими фугасними бомбами, а також глибинними бомбами, призначеними для ураження екіпажу і підводних конструкцій при вибуху їх у воді поблизу корпусу корабля. Фугасні авіабомби повинні були бути скинуті на «Тірпіц» першими, оскільки очікувалося, що вони зможуть вивести з ладу частину гармат ППО, після чого піде основна атака.

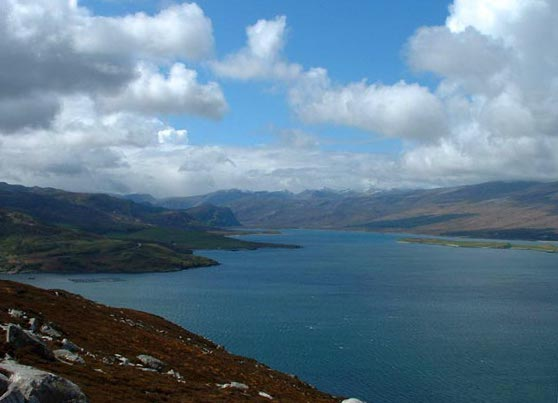
Затока Ерібол в північній Шотландії, де проходили навчання британських пілотів перед операцією

У лютому 1944 року підрозділи, обрані для участі в операції, приступили до інтенсивних тренувань. Більшість льотчиків не мали необхідного досвіду. За оцінкою командира «HMS Victorious», 85 % його льотного складу раніше не брали участь у морських операціях. Місцем проведення тренувальних вильотів було обрано затоку Ерібол на півночі Шотландії, як і Кофьорден оточений крутими пагорбами. Літаки злітали з бази морської авіації RNAS Hatston на Оркнейських островах й у польоті відпрацьовували тактику маневрування та ухилення від зенітних гармат. Королівський флот використовував дані розвідки про оборону Кофьордена, щоб зробити тренування максимально схожими на майбутні бойові дії, льотчики були добре поінформовані про розташування німецьких позицій. На острові в центрі затоки був створений майданчик розміром з лінкор, що служив мішенню для скидання бомб.

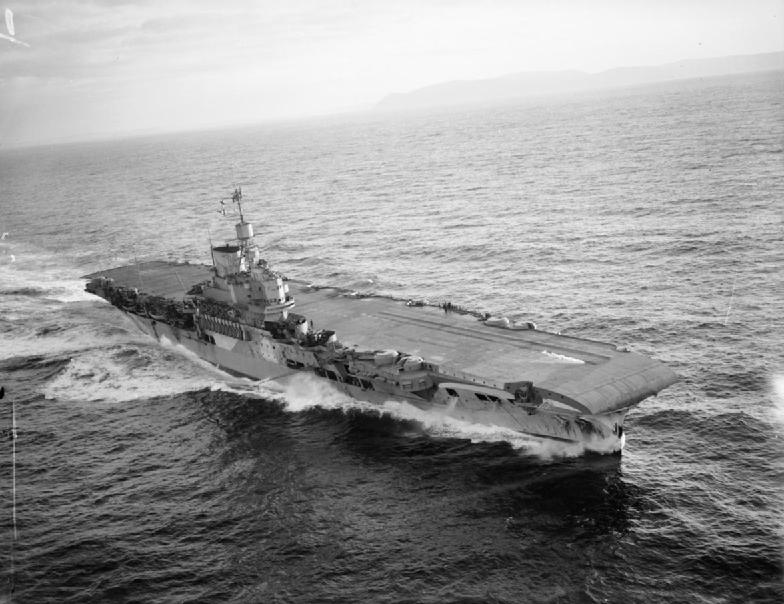
Авіаносець «HMS Victorious»

У період підготовки операції союзники продовжили спостереження за «Тірпіцом». Наприкінці лютого ескортний авіаносець «HMS Chaser» доставив в радянську Ваєнгу фотоаналітиків і наземний персонал спеціального підрозділу королівських військово-повітряних сил Великої Британії. Крім людей, у Ваєнгу прибули три фоторозвідника Supermarine Spitfire і морський патрульний бомбардувальник Consolidated PBY Catalina. 12 і 13 березня «спітфаєри» кілька разів облетіли Кофьорден і зробили докладні фотографії «Тірпіца» та прилеглих зенітних батарей, які потім були доставлені до Великої Британії. Німці зафіксували польоти «спітфаєрів», але не вжили заходів щодо посилення оборони району чи приведенню його захисту в стан підвищеної бойової готовності. 16 березня вісім британських, голландських і норвезьких підводних човнів зайняли позиції біля узбережжя Норвегії після радіоперехоплення німецького повідомлення, з якого випливало, що «Тірпіц» готується вийти з Кофьордена, щоб завершити ремонт в Німеччині. Ще вісім британських і голландських підводних човнів були спрямовані 18 березня. Однак через два дні стало ясно, що «Тірпіц» нікуди не йде і підводні човни були відкликані. 21 березня британська розвідка попередила Адміралтейство про те, що німці вирішили перерізати потік поставок в Радянський Союз і можуть направити «Тірпіц» атакувати будь-який морський конвой, що не супроводжуваний великими бойовими кораблями. Фрезер доручив забезпечити надійний захист наступного конвою.
Остаточно рішення про проведення операції було прийнято в середині березня на основі даних радіоперехоплення, які вказували на те, що «Тірпіц» практично відновлений і готовий до бою. Через затримку операції вихід у море ударного з'єднання збігся з відправленням конвою JW 58, що прямував до СРСР. Британське командування сподівалося, що у разі виявлення британських кораблів німцями, противник вважатиме їх охороною конвою. 28 березня на полігоні в затоці Ерібол в Північній Шотландії була проведена остання повномасштабна репетиція. З 1 квітня Адміралтейство отримувало погодинні погодні звіти від норвезької розвідувальної служби в місті Алта, недалеко від Кофьордена.

## Сили противників

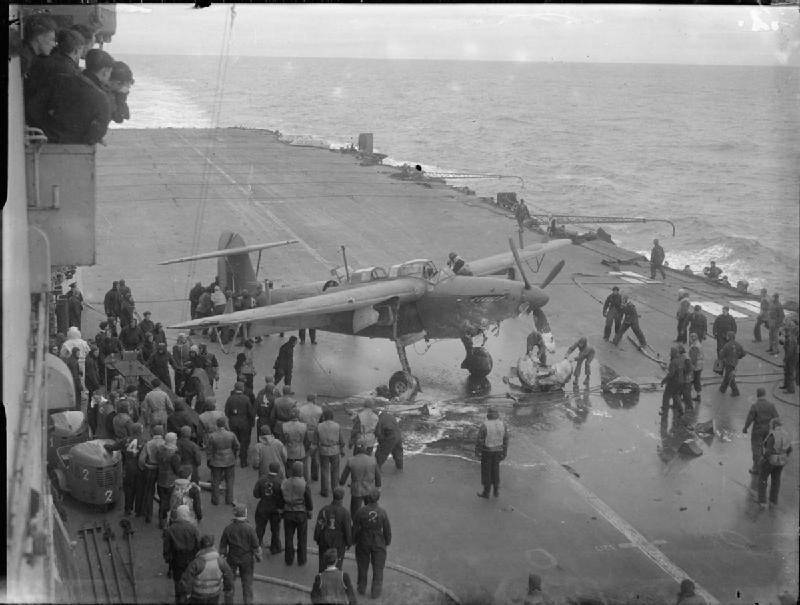
Бомбардувальник Fairey Barracuda на палубе авианосца «HMS Furious»

Королівський флот зібрав значні сили. Основною ударною силою були два крила палубних торпедоносців і пікіруючих бомбардувальників «Fairey Barracuda»: 8-е авіакрило складалося з 827-ї і 830-ї ескадрильї морської авіації, 52-е авіакрило — з 829-ї і 831-ї ескадрильї морської авіації. Зазвичай 8-е авіакрило базувалося на авіаносці «HMS Furious», а 52-е авіакрило — на «HMS Victorious». Для забезпечення кращої взаємодії між екіпажами та ескадрильями Генрі Мур наказав розмістити одну ескадрилью з кожного авіакрила на іншому авіаносці.
Кораблі, виділені для операції, спочатку були поділені на дві групи. Першою групою командував особисто віце-адмірал Брюс Фрезер з лінкора «HMS Duke of York». Також в цю групу входили авіаносець «HMS Victorious», лінкор «HMS Anson», легкий крейсер і п'ять есмінців. Другою групою командував контр-адмірал Артур Біссет. До складу другої групи входили авіаносець «HMS Furious», чотири ескортних авіаносця, п'ять есмінців і два танкери. Планувалося, що перша група буде супроводжувати конвой, а друга вирушить безпосередньо до місця зустрічі біля берегів Норвегії. 3 квітня до другої групи приєднається перша, а на наступний день буде здійснена атака.
Якірну стоянку «Тірпіца» в Кофьордені захищали зенітні батареї і німецька винищувальна авіація. Поблизу лінкора були розгорнуті чотири батареї важких зенітних гармат і сім батарей малокаліберних гармат. Крім них захист від повітряних атак забезпечували кораблі ППО і есмінці, пришвартовані поблизу лінкора. Власну ППО лінкора забезпечували 68 зенітних гармат. Навколо місця стоянки лінкора було встановлено обладнання для створення димової завіси, яка мала б приховати «Тірпіц» під час нальоту ворожих літаків. Німецькі військово-повітряні сили, люфтваффе, складали невелику кількість винищувачів, дислокованих на базах поблизу Кофьордена; їхні дії були сильно обмежені браком палива. Британська розвідка, однак, вважала, що у разі надзвичайної ситуації німці зможуть направити в цей район додаткові винищувачі. Зазвичай німецькі літаки здійснювали за день три розвідувальних польоти над Північним Льодовитим океаном.

## Проведення операції
30 березня 1944 року, через три дні після відправлення конвою JW 58, перша група покинула базу флоту метрополії в Скапа-Флоу (Оркнейські острови). Друга група виступила трохи пізніше в той же день. Конвой з 49 торгових кораблів охороняли 33 військові кораблі, в тому числі два ескортних авіаносці. 30 березня конвой був виявлений німецьким розвідувальним літаком, після чого німці направили на перехоплення конвою всі підводні човни, що знаходилися в Норвезькому морі. Німецький розвідник не вжив спроб знайти основні сили охорони конвою. З 1 по 3 квітня 17 підводних човнів безуспішно атакували конвой. Жодне з союзницьких суден не було пошкоджено, в той час як кораблі супроводу знищили чотири підводні човни і збили шість німецьких літаків. 6 квітня конвой увійшов в Кольську затоку.
В результаті поєднання сприятливих факторів 1 квітня Фрезер вирішив зробити напад на добу раніше. Розшифровані радіоперехоплення німецьких повідомлень показали, що перевірка «Тірпіца» була відкладена до 3 квітня, і Фрезер сподівався, що напад цього дня дозволить застати лінкор далеко від його постійного добре захищеного місця швартування. Крім того, так як супровід конвою успішно відбивав всі атаки, і не було ніяких ознак того, що «Тірпіц» вийде у відкрите море, Фрезер вирішив, що першій групі більше не потрібно брати участь в супроводі. Погодні умови також були незвично сприятливими для Норвезького моря на початку весни і добре підходили для повітряних операцій. Після того як рішення про напад було прийнято, танкери і два есмінця відокремилися від другої групи і вирушили до точки за 480 кілометрів на північний захід від Кофьордена, де і залишилися для підтримки есмінців, у яких могло закінчитися паливо. Інша частина другої групи змінила курс і вирушила на з'єднання з першою, яке відбулося увечері 2 квітня. Після об'єднання «HMS Duke of York» з Фрезером на борту два есмінця відпливли на північний захід і зайняли позицію для перехоплення «Тірпіца», якби той спробував сховатися. Частина групи, що залишилася, висунулася до точки початку операції.